# Harajuku

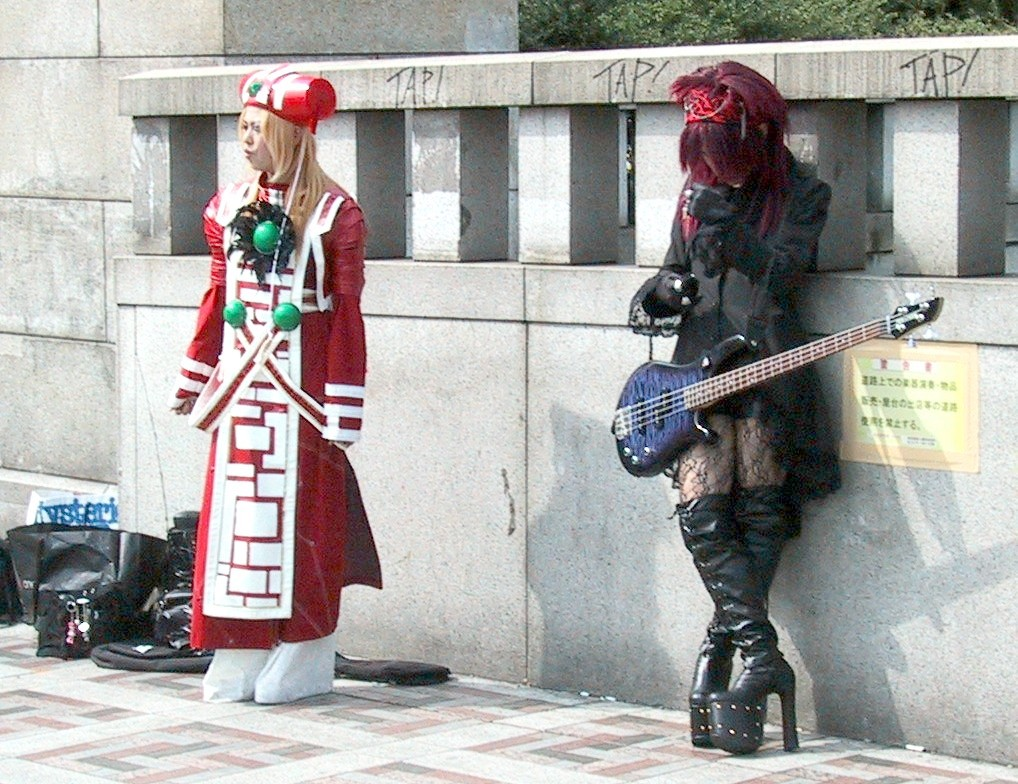
Utklädda gatumusiker i Harajuku.

Harajuku (japanska: 原宿?, Harajuku info) är det distrikt tillhörande stadsdelen Shibuya, Tokyo som ligger i närheten av Yamanote-linjens station med samma namn. Distriktet är ett viktigt centrum för ungdomsmode i Japan och många trender börjar i de många designerbutiker som huserar där. Under 90-talet blev Harajuku uppmärksammat p.g.a. de tonårsgrupper, som på söndagarna under den varma delen av året brukade visa upp uppseendeväckande och extrema utstyrslar. 
I närheten ligger Meiji jingū, som är ett populärt utflyktsmål samt Yoyogi-parken, som är känt för sina många utomhuskonserter. Viktigt landmärke för trakten är NHK-skrapan med Japans public service-tv-station.